# Teofil al Alexandriei
Teofil al Alexandriei a fost cel de-al 23-lea papă și patriarh al Bisericii ortodoxe copte a Alexandriei și al Bisericii Ortodoxe a Alexandriei, succesor al Sfântului Apostol și Evanghelist Marcu (385-412). 
A devenit papă într-o perioadă dificilă în care populația Alexandriei era divizată de un conflict între creștini și păgâni. 
Edward Gibbon l-a descris ca fiind „... veșnicul dușman al păcii și virtuții, un om îndrăzneț și rău, ale cărui mâini au fost pătate alternativ cu aur și cu sânge”.

## Context
Potrivit relatărilor lui Rufin și Sozomen, în anul 391 Teofil și adepții săi au descoperit un templu păgân și au prezentat public și în bătaie de joc artefactele păgâne din templu, ofensându-i suficient de mult pe păgâni pentru a provoca un atac împotriva creștinilor. Gruparea creștină a reacționat și i-a forțat pe păgâni să se retragă în templul lui Serapis. Împăratul Teodosiu I i-a cerut papei Teofil, printr-o scrisoare, să-i ierte pe păgâni, dar să le distrugă templul; potrivit lui Socrates Scholasticus, un contemporan al papei, distrugerea templului a fost sugerată de Teofil însuși.
Scholasticus a consemnat că:
„Oferindu-i-se această ocazie, Teofil a folosit-o în exces ... a ordonat golirea templului lui Mithra... Apoi a distrus templul lui Serapis... și a purtat falusul lui Priapus prin mijlocul forumului. ... templele păgâne... au fost rase de pe fața pământului, iar reprezentările zeităților lor au fost topite și transformate în vase și alte ustensile folositoare bisericii alexandrine”
Distrugerea templului lui Serapis a fost văzută de mulți autori antici și moderni ca un moment istoric reprezentativ pentru triumful creștinismului asupra celorlalte religii. Potrivit cronicii scrise de Ioan de Nikiou în secolul al VII-lea, atunci când filozoafa Hypatia a fost linșată și jupuită de o gloată de călugări copți din Alexandria, aceștia îl aclamau pe nepotul și succesorul lui Teofil, Chiril, ca „noul Teofil, pentru că a distrus ultimele rămășițe de idolatrie din oraș”.
Deși i-a susținut o perioadă pe adepții lui Origen, Teofil s-a întors împotriva lor, deoarece și-a schimbat punctul de vedere de la interpretarea necorporală a lui Dumnezeu realizată de Origen către interpretarea antropomorfă realizată de mulți călugări locali care au fost ostili scrisorii sale pastorale din anul 399.
În anul 403 Teofil, însoțit de nepotul său Chiril, s-a dus la Constantinopol și a prezidat „Sinodul de la Stejar” care l-a demis pe arhiepiscopul Ioan Gură de Aur în anul 404.
La 10 iulie, în Sinaxarul Ortodox Răsăritean (Grec), are loc comemorarea celor 10.000 de călugări uciși la ordinele patriarhului Teofil în campania sa paranoică împotriva origenismului și a celor Patru Frați Înalți. Nepotul și succesorul său, Chiril, a fost canonizat atât de Biserica Răsăriteană, cât și de Biserica Apuseană, cu excepția notabilă a Bisericii Asiriene a Răsăritului, pentru formularea și apărarea uniunii ipostatice, rolul său central la Primul Sinod Ecumenic de la Efes și opoziția sa față de patriarhul Nestorie al Constantinopolului.

## Opere
- Corespondența cu Sf. Ieronim, Papa Anastasie I și Papa inocențiu I
- Pamflet la adresa Sf. Ioan Gură de Aur
- Omilie cu privire la Răstignire și la Tâlharul cel Bun
- Omilii traduse de Sf. Ieronim (păstrate în enciclopedia lui Migne)
- Alte omilii ce s-au păstrat doar în traducerile coptă și gî'îz.

## În cultura populară
Teofil apare în romanul Flow Down Like Silver, Hypatia of Alexandria de Ki Longfellow.
El apare ca personaj interpretat de Manuel Cauchi în filmul Agora (2009), regizat de Alejandro Amenábar.

## Moștenire
Craterul lunar Theophilus a fost numit după el, ca parte al unui grup de trei cratere lunare numite după sfinții creștin-ortodocși din Alexandria.